# Biathlon-Europameisterschaften 2025
Die Biathlon-Europameisterschaften 2025 (offiziell: IBU Open European Championships Biathlon 2025) fanden vom 26. Januar bis zum 2. Februar 2025 im Biathlonzentrum im Südtiroler Martell statt. Die Europameisterschaften wurden zum ersten Mal dort ausgerichtet.
Da Biathlon-Europameisterschaften als „offene“ Wettkämpfe ausgetragen werden, war das Teilnehmerfeld nicht auf Athleten aus Europa begrenzt. Einzelathleten und Mannschaften aus Nord- und Südamerika, Asien und Australien nahmen auch an den Wettkämpfen teil.
Die Meisterschaften waren der Höhepunkt der Saison 2024/25 des IBU-Cups. Die Ergebnisse der Rennen flossen auch in die Gesamtwertungen des IBU-Cups mit ein.
Anstelle der Mixed- und Single-Mixed-Staffel wurden erstmals seit 2015 wieder Männer- und Frauenstaffeln ausgetragen.
Erfolgreichste Sportler der Wettkämpfe waren bei den Männern Isak Frey mit zweimal Gold und einmal Silber sowie bei den Frauen Johanna Puff mit zweimal Gold.
Die Biathlon-Junioreneuropameisterschaften 2025 wurden getrennt von den Europameisterschaften vom 20. bis 26. Januar im deutschen Altenberg ausgetragen.

## Medaillenspiegel
| Platz | Land        | Gold | Silber | Bronze | Gesamt |
| ----- | ----------- | ---- | ------ | ------ | ------ |
| 1.    | Norwegen    | 3    | 2      | 1      | 6      |
| 2.    | Deutschland | 2    | 2      | 0      | 4      |
| 3.    | Schweden    | 1    | 1      | 2      | 4      |
| 4.    | Italien     | 1    | 0      | 2      | 3      |
| 5.    | Lettland    | 1    | 0      | 1      | 2      |
| 6.    | Frankreich  | 0    | 2      | 1      | 3      |
| 7.    | Österreich  | 0    | 1      | 1      | 2      |

## Zeitplan
| Datum            | Frauen | Frauen             | Männer | Männer               |
| ---------------- | ------ | ------------------ | ------ | -------------------- |
| 29. Januar (Mi.) | 10:30  | Einzel (15 km)     | 14:30  | Einzel (20 km)       |
| 31. Januar (Fr.) | 10:45  | Sprint (7,5 km)    | 14:15  | Sprint (10 km)       |
| 1. Februar (Sa.) | 11:00  | Verfolgung (10 km) | 13:45  | Verfolgung (12,5 km) |
| 2. Februar (So.) | 10:45  | Staffel (4 × 6 km) | 13:45  | Staffel (4 × 7,5 km) |

## Ergebnisse

### Männer

#### Einzel 20 km
| Platz | Sportler                   | Schießfehler | Zeit    |
| ----- | -------------------------- | ------------ | ------- |
| 1     | Isak Frey                  | 1+1+0+0      | 54:10,7 |
| 2     | Fredrik Mühlbacher         | 0+0+0+1      | +31,7   |
| 3     | Emil Nykvist               | 0+0+0+1      | +47,2   |
| 4     | Vetle Sjåstad Christiansen | 1+0+0+1      | +1:16,7 |
| 5     | Johan-Olav Botn            | 1+1+0+0      | +1:19,9 |
| 6     | Patrick Braunhofer         | 1+1+0+1      | +1:20,4 |
| 7     | Johannes Dale-Skjevdal     | 1+2+1+0      | +1:25,2 |
| 8     | Sivert Guttorm Bakken      | 0+2+0+0      | +1:27,9 |
| 9     | Lucas Fratzscher           | 1+0+0+1      | +1:37,9 |
| 10    | Tomáš Mikyska              | 1+1+0+0      | +1:55,7 |

Start: Mittwoch, 29. Januar 2025, 14:30 Uhr
Gemeldet: 126 Athleten; nicht am Start (DNS): 13; nicht im Ziel (DNF): 5

#### Sprint 10 km
| Platz | Sportler                   | Schießfehler | Zeit    |
| ----- | -------------------------- | ------------ | ------- |
| 1     | Sivert Guttorm Bakken      | 0+0          | 25:03,6 |
| 2     | Vetle Sjåstad Christiansen | 0+0          | +6,6    |
| 3     | Fredrik Mühlbacher         | 0+0          | +10,2   |
| 4     | Sverre Dahlen Aspenes      | 1+1          | +12,0   |
| 5     | Isak Frey                  | 1+0          | +12,7   |
| 6     | Emil Nykvist               | 0+0          | +15,2   |
| 7     | Nicola Romanin             | 0+1          | +18,1   |
| 8     | Théo Guiraud-Poillot       | 0+0          | +20,8   |
| 9     | Lucas Fratzscher           | 1+0          | +24,7   |
| 9     | David Zobel                | 0+1          | +24,7   |

Start: Freitag, 31. Januar 2025, 14:15 Uhr
Gemeldet: 132 Athleten; nicht am Start (DNS): 7; nicht im Ziel (DNF): 1

#### Verfolgung 12,5 km
| Platz | Sportler              | Schießfehler | Zeit    |
| ----- | --------------------- | ------------ | ------- |
| 1     | Patrick Braunhofer    | 0+0+0+0      | 34:27,2 |
| 2     | Isak Frey             | 0+0+2+0      | +22,7   |
| 3     | Sverre Dahlen Aspenes | 1+0+1+2      | +37,5   |
| 4     | Sivert Guttorm Bakken | 1+0+1+1      | +46,3   |
| 5     | Iacopo Leonesio       | 0+0+0+0      | +1:14,3 |
| 6     | Oscar Lombardot       | 1+1+2+2      | +1:18,5 |
| 7     | Nicola Romanin        | 2+1+2+0      | +1:21,4 |
| 8     | Jimi Klemettinen      | 0+1+1+1      | +1:22,4 |
| 9     | Fredrik Mühlbacher    | 2+0+1+0      | +1:26,6 |
| 10    | Roman Rees            | 1+0+0+1      | +1:31,0 |

Start: Samstag, 1. Februar 2025, 13:45 Uhr
Gemeldet: 60 Athleten; nicht am Start (DNS): 5

#### Staffel (4 × 7,5 km)
| Platz | Land        | Sportler                                                                         | Zeit      | Strafrunden + Nachlader         |
| ----- | ----------- | -------------------------------------------------------------------------------- | --------- | ------------------------------- |
| 1     | Norwegen    | Vetle Sjåstad Christiansen Sverre Dahlen Aspenes Sivert Guttorm Bakken Isak Frey | 1:16:00,1 | 0+1 0+0 0+0 0+0 0+0 0+0 0+0 0+0 |
| 2     | Deutschland | Lucas Fratzscher Simon Kaiser Roman Rees David Zobel                             | +2:06,9   | 0+0 1+3 0+3 0+0 0+1 0+2 0+0 0+3 |
| 3     | Frankreich  | Théo Guiraud-Poillot Gaëtan Paturel Oscar Lombardot Rémi Broutier                | +2:36,2   | 0+1 0+1 0+2 1+3 0+2 0+2 0+3 1+3 |
| 4     | Italien     | Iacopo Leonesio Patrick Braunhofer Nicolò Betemps Nicola Romanin                 | +3:10,2   | 0+0 0+1 0+1 0+1 1+3 0+0         |
| 5     | Schweden    | Emil Nykvist Malte Stefansson Oskar Ohlsson Anton Ivarsson                       | +3:40,3   | 0+3 0+3 0+1 0+2 0+3 1+3         |
| 6     | Bulgarien   | Wassil Saschew Wladimir Iliew Anton Sinapow Konstantin Wassilew                  | +3:55,7   | 0+1 0+2 1+3 0+3 0+0 0+1 0+3 0+1 |
| 7     | Österreich  | Lukas Haslinger Magnus Oberhauser Fredrik Mühlbacher Patrick Jakob               | +4:06,8   | 0+2 0+1 0+1 0+1 0+1 0+2 0+3 0+2 |
| 8     | Ukraine     | Artem Tyschtschenko Witalij Mandsyn Anton Dudtschenko Taras Lessjuk              | +4:17,6   | 0+0 0+0 0+0 0+1 0+2 0+2 0+3 2+3 |
| 9     | Finnland    | Arttu Heikkinen Jimi Klemettinen Heikki Laitinen Joni Pykäläinen                 | +4:34,7   | 0+1 1+3 0+2 0+1 0+3 0+2         |
| 10    | Schweiz     | James Pacal Matthias Riebli Gion Stalder Arnaud Du Pasquier                      | +4:43,1   | 0+2 0+0 0+1 0+1 0+1 0+3         |

Start: Sonntag, 2. Februar 2025, 13:45 Uhr
Gemeldet und am Start: 21 Nationen; überrundet (LAP): 6

### Frauen

#### Einzel 15 km
| Platz | Sportlerin             | Schießfehler | Zeit    |
| ----- | ---------------------- | ------------ | ------- |
| 1     | Johanna Puff           | 0+0+0+0      | 47:06,4 |
| 2     | Marlene Fichtner       | 0+0+0+0      | +9,5    |
| 3     | Anna-Karin Heijdenberg | 1+1+0+1      | +18,0   |
| 4     | Amandine Mengin        | 0+1+0+1      | +30,2   |
| 5     | Juni Arnekleiv         | 0+0+0+1      | +48,7   |
| 6     | Voldiya Galmace-Paulin | 0+1+0+2      | +1:23,8 |
| 7     | Johanna Skottheim      | 0+0+1+1      | +1:28,6 |
| 8     | Linda Zingerle         | 0+1+0+1      | +1:30,8 |
| 9     | Stefanie Scherer       | 0+0+1+1      | +1:40,8 |
| 10    | Léonie Jeannier        | 0+0+2+0      | +1:45,9 |

Start: Mittwoch, 29. Januar 2025, 10:30 Uhr
Gemeldet: 107 Athletinnen; nicht am Start (DNS): 12; nicht im Ziel (DNF): 3

#### Sprint 7,5 km
| Platz | Sportlerin               | Schießfehler | Zeit    |
| ----- | ------------------------ | ------------ | ------- |
| 1     | Anna-Karin Heijdenberg   | 0+0          | 21:43,1 |
| 2     | Amandine Mengin          | 1+0          | +49,3   |
| 3     | Baiba Bendika            | 0+2          | +49,4   |
| 4     | Marthe Kråkstad Johansen | 0+0          | +50,9   |
| 5     | Sophie Chauveau          | 0+2          | +54,9   |
| 6     | Siri Skar                | 1+0          | +55,5   |
| 7     | Johanna Puff             | 0+0          | +58,4   |
| 8     | Rebecca Passler          | 2+0          | +1:07,5 |
| 9     | Gilonne Guigonnat        | 1+0          | +1:13,0 |
| 10    | Camille Bened            | 2+0          | +1:14,4 |

Start: Freitag, 31. Januar 2025, 10:45 Uhr
Gemeldet: 113 Athletinnen; nicht am Start (DNS): 8; nicht im Ziel (DNF): 1; disqualifiziert (DSQ): 1

#### Verfolgung 10 km
| Platz | Sportlerin               | Schießfehler | Zeit    |
| ----- | ------------------------ | ------------ | ------- |
| 1     | Baiba Bendika            | 0+0+0+3      | 33:54,4 |
| 2     | Anna-Karin Heijdenberg   | 1+1+1+1      | +15,6   |
| 3     | Linda Zingerle           | 0+1+1+0      | +19,2   |
| 4     | Tuuli Tomingas           | 2+0+0+0      | +27,6   |
| 5     | Sophie Chauveau          | 1+1+0+2      | +27,8   |
| 6     | Gilonne Guigonnat        | 0+0+1+1      | +35,6   |
| 7     | Marthe Kråkstad Johansen | 0+1+0+1      | +41,1   |
| 8     | Birgit Schölzhorn        | 0+0+0+1      | +41,8   |
| 9     | Johanna Puff             | 0+0+0+0      | +48,8   |
| 10    | Siri Skar                | 1+1+0+0      | +57,5   |

Start: Samstag, 1. Februar 2025, 11:00 Uhr
Gemeldet: 60 Athletinnen; nicht am Start (DNS): 4; nicht im Ziel (DNF): 1; überrundet (LAP): 1

#### Staffel (4 × 6 km)
| Platz | Land        | Sportler                                                                | Zeit      | Strafrunden + Nachlader         |
| ----- | ----------- | ----------------------------------------------------------------------- | --------- | ------------------------------- |
| 1     | Deutschland | Stefanie Scherer Anna Weidel Marlene Fichtner Johanna Puff              | 1:14:04,2 | 0+0 0+0 0+0 0+3 0+2 0+1         |
| 2     | Frankreich  | Camille Bened Sophie Chauveau Amandine Mengin Gilonne Guigonnat         | +22,3     | 0+0 0+1 0+1 0+2 0+1 1+3 0+1 0+2 |
| 3     | Italien     | Rebecca Passler Ilaria Scattolo Birgit Schölzhorn Linda Zingerle        | +41,4     | 0+1 0+1 0+0 1+3 0+0 0+2         |
| 4     | Bulgarien   | Walentina Dimitrowa Milena Todorowa Marija Sdrawkowa Lora Christowa     | +1:10,0   | 0+0 0+1 0+1 0+0 0+0 0+3         |
| 5     | Österreich  | Lea Rothschopf Lisa Osl Anna Juppe Anna Andexer                         | +1:14,7   | 0+1 0+1 0+0 1+3 0+2 0+0 0+1 0+3 |
| 6     | Schweden    | Johanna Skottheim Annie Lindh Emma Nilsson Anna-Karin Heijdenberg       | +1:26,2   | 0+1 0+0 0+1 0+3 0+1 1+3         |
| 7     | Norwegen    | Juni Arnekleiv Siri Skar Karoline Erdal Marthe Kråkstad Johansen        | +1:35,1   | 0+2 1+3 0+2 0+0 0+0 2+3 0+0 0+2 |
| 8     | Ukraine     | Iryna Petrenko Olena Horodna Oleksandra Merkuschyna Chrystyna Dmytrenko | +2:39,6   | 0+3 0+2 0+2 1+3 0+2 0+0         |
| 9     | Lettland    | Estere Volfa Baiba Bendika Sandra Buliņa Elza Bleidele                  | +4:11,3   | 0+3 0+3 0+1 0+1 0+1 1+3 0+1 0+1 |
| 10    | Polen       | Kamila Cichoń Daria Gembicka Wiktoria Celczyńska Anna Nędza-Kubiniec    | +5:40,7   | 0+0 2+3 0+0 0+2 0+0 0+1 0+3 0+1 |

Start: Sonntag, 2. Februar 2025, 10:45 Uhr
Gemeldet: 19 Nationen; nicht am Start (DNS): 2; überrundet (LAP): 7